# Zanoni

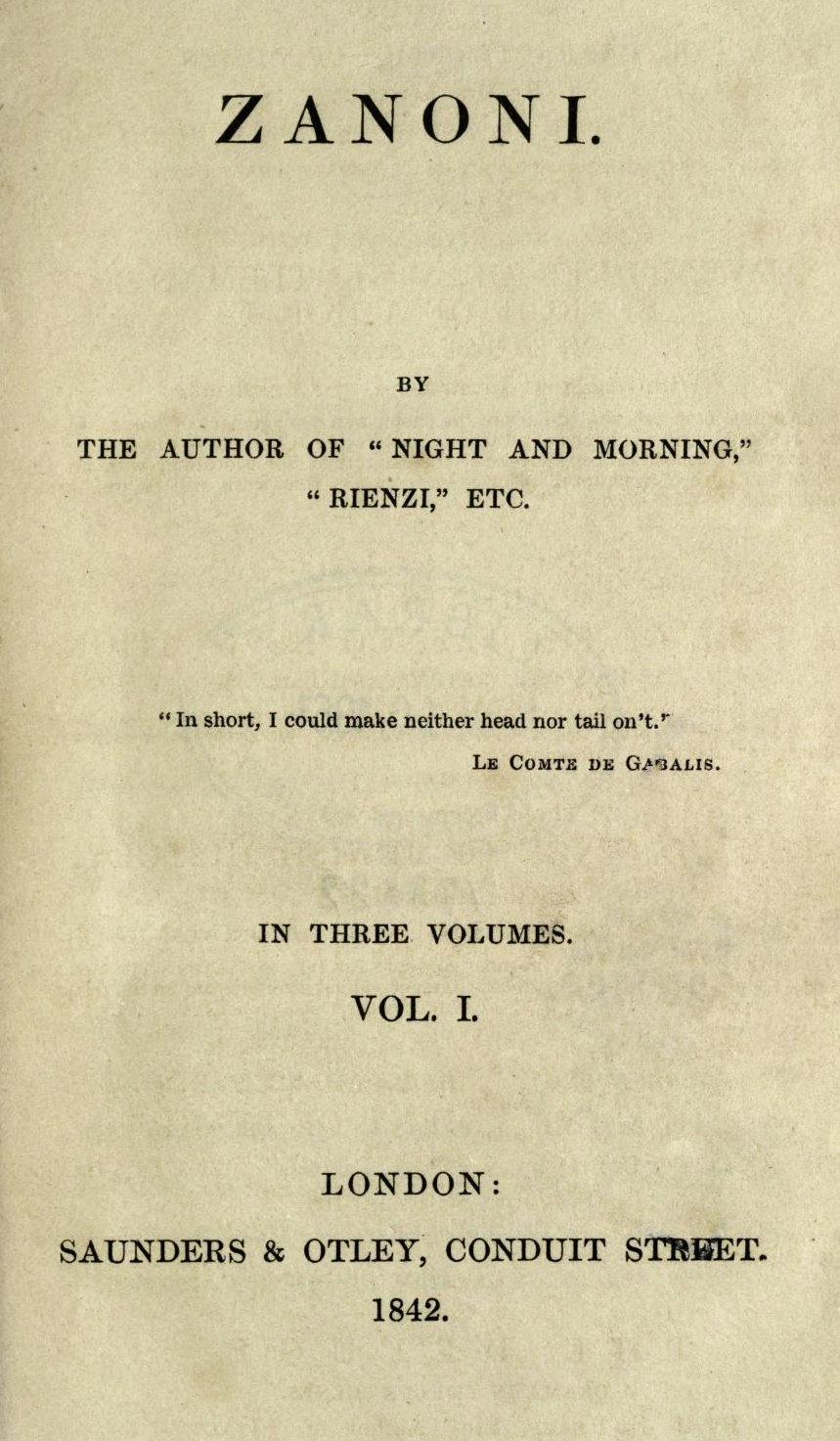
Zanoni, 1842

Zanoni is een boek uit 1842 van de Engelse auteur Sir Edward Bulwer-Lytton.
Het boek is een combinatie van een liefdesverhaal, een geschiedenisroman en een esoterisch verhaal.
Het liefdeselement draait rond de relatie tussen Viola Pisani, een operazangeres en Zanoni een onsterfelijke Rozenkruiser.
Het historisch element heeft te maken met de Franse Revolutie en de Terreur.
Het esoterische element wordt dan weer vertegenwoordigd door de Rozenkruisers, de alchemie, de inwijding en de onsterfelijkheid.
Het is vooral aan dit laatste aspect te danken dat dit boek als een van de weinige van Bulwer-Lytton de tand des tijds heeft overleefd.
Het wordt internationaal gelezen en bestudeerd in kringen van esoterie, Rozenkruisers en Theosofie.
Er bestaat een toneelversie van het verhaal, maar geplande filmversies werden tot nog toe nooit gerealiseerd.

## Personages
Alle personages uit deze roman stellen archetypen voor.
- Zanoni: Het idealisme, de eeuwige jongeling
- Mejnour: De wetenschap, de eeuwige bejaarde
- Viola Pisani: Het menselijk instinct, de passionele liefde
- De baby: Het nieuwgeboren, menselijk instinct dat gedwongen vervalt in de condition humaine van deze wereld
- Adon-Ai: Het geloof dat tot het hoogste kan voeren
- De Wachter op de Drempel: De angst van de mens die gestalte krijgt net voor hij zich aan het hogere overgeeft
- Mervale: De burgerlijkheid en het conservatisme
- Nicot: De lagere driften, de boosaardigheid
- Glyndon: De aspiratie zonder doorzettingsvermogen

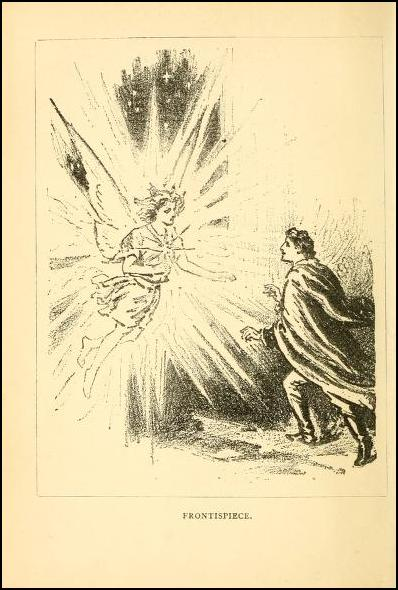
Zanoni adonaiverschijning